# José Mota presenta...
José Mota presenta... és un programa de televisió humorístic presentat i protagonitzat per José Mota. Va emetre's a La 1 de Televisió Espanyola des del 20 de febrer de 2015 fins el 15 d'abril de 2016, al llarg de tres temporades, la nit dels divendres, amb un format de 45 minuts de durada.

## Premis i reconeixements
- Premi Ondas 2015 a José Mota com a millor intèrpret masculí.[1]